# Paleoproterozoico
| Eón          | Era               | Inicio (millones años) |
| ------------ | ----------------- | ---------------------- |
| Fanerozoico  |                   | 538,8±0,6              |
| Proterozoico | Neoproterozoico   | 1000                   |
| Proterozoico | Mesoproterozoico  | 1600                   |
| Proterozoico | Paleoproterozoico | 2500                   |
| Arcaico      |                   | 4031±3                 |
| Hádico       | 4567              |                        |

El Paleoproterozoico o era paleoproterozoica es una división de la escala temporal geológica, es la primera era geológica de las tres que componen el eón proterozoico y que comienza hace 2500 millones de años y termina hace 1600 millones de años durando 900 millones de años. Es en esta era cuando los continentes se estabilizaron por primera vez. También se produjo la Gran Oxidación como consecuencia del proceso químico de fotosíntesis realizada por las cianobacterias y la glaciación huroniana. Durante esta época aparecen los primeros cinturones montañosos que sobreviven en la actualidad, como el Orógeno Wopmay de Canadá (de hace 2100-1800 millones de años). 

Evolución del oxígeno atmosférico. El oxígeno empezó a acumularse hace unos 2450 millones de años.

## Visión geológica
Durante esta era se generan las primeras montañas a través de procesos parecidos a los fanerozoicos, aproximadamente hace 2100-1800 millones de años, en el Orógeno de Wopmay (Canadá), al oeste de la Bahía de Hudson. La secuencia de depósitos formados es la siguiente:
- Areniscas cuarcíticas.
- Dolomías con estromatolitos y depósitos mareales y de laguna.
- Lutitas de aguas cada vez más profundas.
- Depósitos de tipo flysch (turbiditas) de aguas profundas.
- Turbiditas carbonatadas en transición a facies con estromatolitos y grietas de desecación (medios profundos a someros).
- Depósitos de molasas fluviales (materiales postorogénicos generalmente discordantes).

Existe un par de evidencias que apuntan a que dicha orogenia tiene las mismas pautas que las fanerozoicas:
- El paralelismo entre rocas ígneas-rocas metamórficas-cinturones con fallas y pliegues.
- Dichos cinturones contienen una secuencia similar a las actuales (Ciclo de Wilson).

Hubo glaciaciones en el Paleoproterozoico, como sugieren los primeros depósitos glaciares aparecidos al norte del Lago Hurón en el sur de Canadá, dentro de lo que se conoce como Formación Gowganda (Supergrupo Huroniano). Estos depósitos muestran varvas dropstones y tilitas con cantos estriados que se sitúan sobre 2100-2600 millones de años. Otras tilitas de edad similar se pueden encontrar en Finlandia, Sudáfrica e India, lo que nos indica que la glaciación tuvo una relevancia continental en el Paleoproterozoico.

## Paleobiología

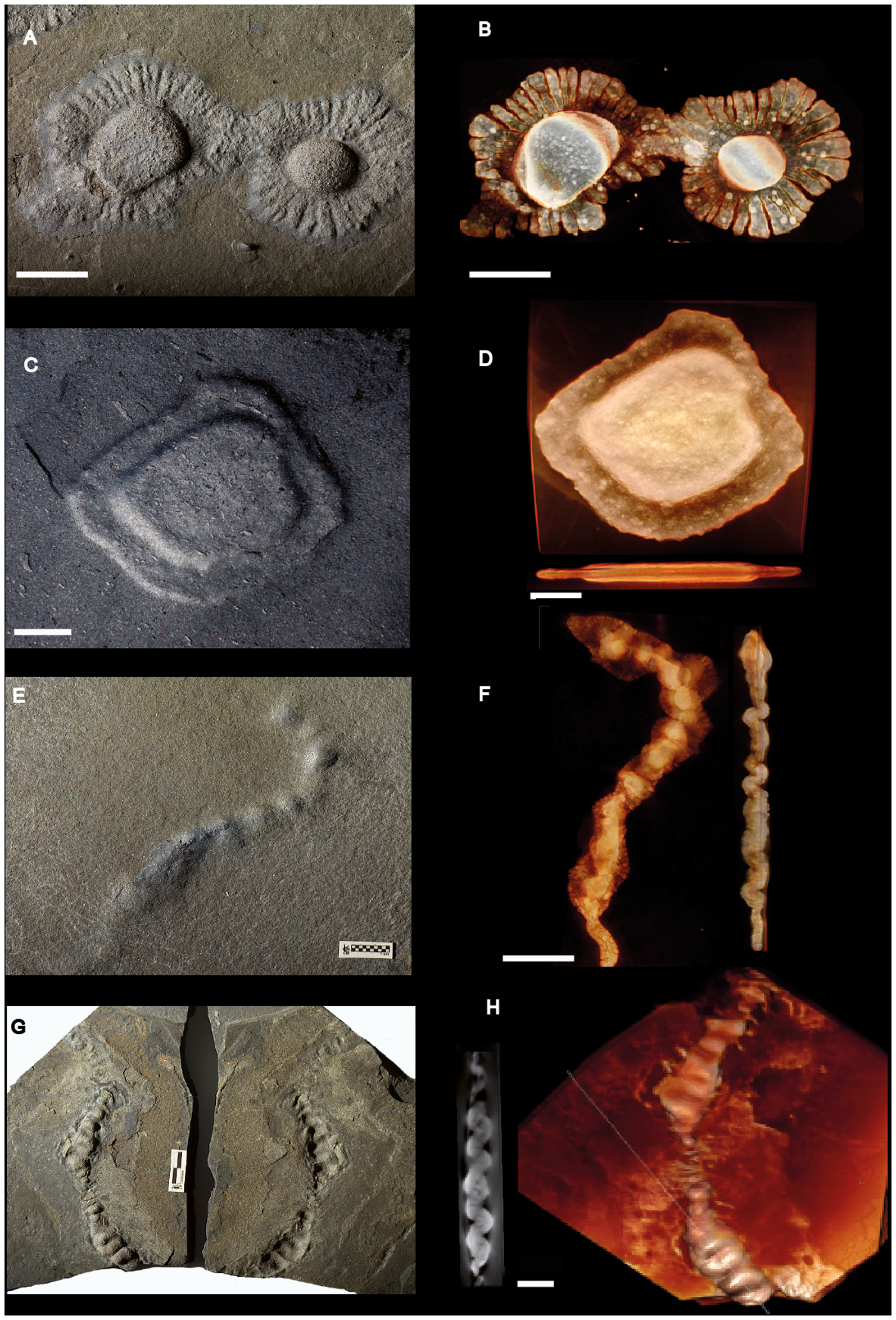
La biota francevillense podría representar el primer indicio de vida pluricelular.

En el Paleoproterozoico se produce una gran expansión de los cratones que propicia el desarrollo de plataformas continentales con extensas comunidades de tapices microbianos que se manifiestan en el registro geológico por una gran abundancia de estromatolitos, ya abundantes y variados hace unos 2200 millones de años. También empiezan a aparecer los acritarcos, fósiles que al no conservar una morfología distintiva son difíciles de identificar.
La atmósfera de la Tierra comenzó a tener oxígeno molecular durante esta era, y es posible, que los organismos eucariontes surgieran esta época. Las células eucariotas descendientes de las arqueas realizaron la endosimbiosis hace 2500 millones de años con una proteobacteria alfa que dio lugar a las mitocondrias que permiten que estas células usen oxígeno como aceptor de electrones en la respiración celular. A partir del Paleoproterozoico se empiezan a encontrar fósiles que podrían ser de eucariontes, sobre todo como compresiones carbonáceas megascópicas. De esta época datan los fósiles de las formaciones Gunflint Iron (Canadá) y Negaunee Iron (Míchigan).
Durante esta era, hace 2100 millones de años, también existieron un conjunto de organismos extintos conocidos como la biota francevillense que representan los primeros indicios de vida pluricelular la cual resultó ser un «experimento fallido» ya que la vida pluricelular volvería a evolucionar más tarde. Los organismos midieron alrededor de 12 cm y consistían en discos planos con una morfología característica e incluía individuos circulares y alargados. En ciertos aspectos son parecidos a algunos organismos de la Biota Ediacara. Además según los estudios científicos podían tener un estado de vida pluricelular y otro unicelular, ya que se desarrollarían de agregados celulares capaces de formar cuerpos fructíferos plasmodiales. Los fósiles han sido interpretados como mohos mucilaginosos, es decir organismos eucariotas tempranos. Además la presencia de esteranos y su gran complejidad sugieren claramente que son eucariotas. Diskagma un fósil macróscopico de 2200 millones de años también ha sido interpretado como un moho mucilaginoso emparentado con Leocarpus, sin embargo algunos autores lo interpretaron como un hongo verdadero. Myxomitodes de 1900 millones de años es un icnofósil que podría considerarse la huella de estos mohos mucilaginosos. Por otra parte, los fósiles más antiguos de protozoos corresponderían a los acritarcos de 1950-2150 millones de años.
También según los relojes moleculares hace 2100-1900 millones de años los protozoos realizaron la endosimbiosis primaria con una cianobacteria que originaría a las primeras algas (Archaeplastida). Por lo que las primeras algas también habrían vivido en esta era junto con otros tipos de eucariotas, incluso según estos relojes moleculares el origen de los hongos también se situaría a finales de esta era hace 1759 millones de años.

## Sudivisiones
El Paleoprotorozoico se divide en cuatro sistemas/períodos: Sidérico (o Sideriano), Riásico (o Rhyaciano), Orosírico (u Orosiriano) y Estatérico (o Statheriano).
| Supereón    | Eón Eonotema     | Era Eratema                | Periodo Sistema            | Inicio, en millones de años |
| ----------- | ---------------- | -------------------------- | -------------------------- | --------------------------- |
| Precámbrico | Proterozoico     | Neo- proterozoico          | Ediacárico Ediacariano     | ~635                        |
| Precámbrico | Proterozoico     | Neo- proterozoico          | Criogénico Criogeniano     | ~720                        |
| Precámbrico | Proterozoico     | Neo- proterozoico          | Tónico Toniano             | 1000                        |
| Precámbrico | Proterozoico     | Meso- proterozoico         | Esténico Steniano          | 1200                        |
| Precámbrico | Proterozoico     | Meso- proterozoico         | Ectásico Ectasiano         | 1400                        |
| Precámbrico | Proterozoico     | Meso- proterozoico         | Calímico Calymmiano        | 1600                        |
| Precámbrico | Proterozoico     | Paleo- proterozoico        | Estatérico Statheriano     | 1800                        |
| Precámbrico | Proterozoico     | Paleo- proterozoico        | Orosírico Orosiriano       | 2050                        |
| Precámbrico | Proterozoico     | Paleo- proterozoico        | Riásico Rhyaciano          | 2300                        |
| Precámbrico | Proterozoico     | Paleo- proterozoico        | Sidérico Sideriano         | 2500                        |
| Precámbrico | Arcaico Arqueano | Neoarcaico Neoarqueano     | Neoarcaico Neoarqueano     | 2800                        |
| Precámbrico | Arcaico Arqueano | Mesoarcaico Mesoarqueano   | Mesoarcaico Mesoarqueano   | 3200                        |
| Precámbrico | Arcaico Arqueano | Paleoarcaico Paleoarqueano | Paleoarcaico Paleoarqueano | 3600                        |
| Precámbrico | Arcaico Arqueano | Eoarcaico Eoarqueano       | Eoarcaico Eoarqueano       | 4031±3                      |
| Precámbrico | Hádico Hadeano   | Hádico Hadeano             | Hádico Hadeano             | 4567                        |